# Потисак
Потисак је сила која делује на тело потопљено у течност у смеру супротном од гравитације, односно на ракету да напусти земљину атмосферу. У принципу, потисак је свака сила која гура тело, за разлику од сила које га вуку. 

## Потисак у флуидима
Подморница тоне када је њена тежина већа од силе потиска, лебди када је тежина једнака потиску и израња када је потисак већи од њене тежине. Дакле, тела која пливају имају тежину мању од потиска, а код оних која тону тежина је већа од потиска.
Сила потиска је резултујућа сила притиска течности на потопљено тијело.
На тијело у течности делује сила потиска усмјерена вертикално навише. Интензитет те силе једнак је производу густине течности, гравитационог убрзања и запремине потопљеног дела тела Fpot=ρgV